# Чекажевиці-Перші
Чекажевиці-Перші (пол. Czekarzewice Pierwsze) — село в Польщі, у гміні Тарлув Опатовського повіту Свентокшиського воєводства.
Населення — 395 осіб (2011).
У 1975-1998 роках село належало до Тарнобжезького воєводства.

## Демографія
Демографічна структура на день 31 березня 2011 року:
|          | Загалом | Допрацездатний вік | Працездатний вік | Постпрацездатний вік |
| -------- | ------- | ------------------ | ---------------- | -------------------- |
| Чоловіки | 208     | 38                 | 140              | 30                   |
| Жінки    | 187     | 28                 | 98               | 61                   |
| Разом    | 395     | 66                 | 238              | 91                   |